# Aleksandr Aleksandrovič Fadeev
Aleksandr Aleksandrovič Fadeev (in russo Александр Александрович Фадеев?; Kimry, 24 dicembre 1901 – Mosca, 13 maggio 1956) è stato uno scrittore e politico sovietico.

## Biografia
Fadeev, romanziere storico, trascorse l'infanzia e l'adolescenza in Estremo Oriente e studiò all'Istituto di Commercio di Vladivostok. Entrò nell'Armata rossa e nella primavera del 1921 si trasferì a Mosca, dove incominciò a dedicarsi alla letteratura, incentrata principalmente sulle guerre civili del suo paese. La sua prima opera di rilievo fu La disfatta (1927), basata sulle vicende di un piccolo distaccamento di partigiani rossi durante la Guerra civile russa, circondato da truppe giapponesi e bianche controrivoluzionarie nell'Estremo Oriente russo. Il suo filone continuò con L'ultimo degli Udeche (1929-1936). Il suo desiderio di gridare la verità nelle pagine che scriveva lo portò ad essere accusato di deviazionismo.
Quando scrisse La giovane guardia (nel 1946) l'accoglienza «fu molto favorevole e le era stato assegnato un Premio Stalin». L'anno seguente, nel 1947, l'opera fu invece assolutamente criticata in quanto vi sarebbe stata «omessa la funzione di guida e di educazione del partito e dell'organizzazione del partito». In tale opera infatti descriveva con linguaggio secco l'operato dei soldati russi alle prese con l'avanzata tedesca nella Seconda guerra mondiale, per accontentare le accuse cambiò completamente il suo metodo di scrivere e ripubblicò l'opera nel 1951, evidenziando maggiormente il ruolo ed i meriti degli esponenti del partito. Proprio in quegli anni fu eletto Segretario generale dell'Unione scrittori (a partire dal 1946). Durante gli anni in cui Kruščëv era al comando indagini sul conto di Fadeev vennero effettuate, portando a galla vecchi abusi dello scrittore. Quando queste notizie furono rese note l'autore si suicidò. Metallurgia pesante, l'ultimo suo romanzo, restò incompiuto.